# 키룬디어 위키백과
키룬디어 위키백과는 키룬디어로 운영되는 위키백과 언어판이다. 2004년 3월 9일에 시작되었다.기호는 rn이다.